# 싱가포르 정부
싱가포르 정부(Government of Singapore)는 싱가포르 공화국 헌법에 따라 대통령과 행정부로 구성된다. 싱가포르의 행정권은 대통령에게 있지만 총리가 이끄는 내각의 조언에 따라 행사된다. 국가 원수 역할을 하는 대통령은 재량에 따라 정부 수반 역할을 하는 총리를 임명할 수 있다. 또한 의회 해산에 대한 동의를 보류한다. 웨스트민스터 체제에서 물려받은 국가 원수의 의례적 임무 외에도 정부에 대한 주요 견제를 수행한다. 내각은 국무총리와 총리의 조언에 따라 대통령이 임명한 장관들로 구성되며, 부처와 기타 법정 위원회를 통해 행정부를 이끌 책임을 진다. 임기 종료 시 또는 임기 중 어느 때라도 대통령이 총리의 의회 해산 요청에 동의하면 의회 총선거가 실시되어 새로운 임기를 위한 국회의원을 선출한다. 대통령은 자신의 재량에 따라 다수의 국회의원의 신뢰를 얻을 수 있다고 판단되는 정당이나 정당 연합을 대표하는 국회의원인 총리를 임명한다. 그런 다음 총리는 정부를 구성하고 내각과 함께 다음 임기에 대한 정부의 전반적인 방향과 통제를 설정한다.

## 같이 보기
- 싱가포르의 대통령
- 싱가포르 정부의 법정 위원회